# 1966 Nebula Award Weekend

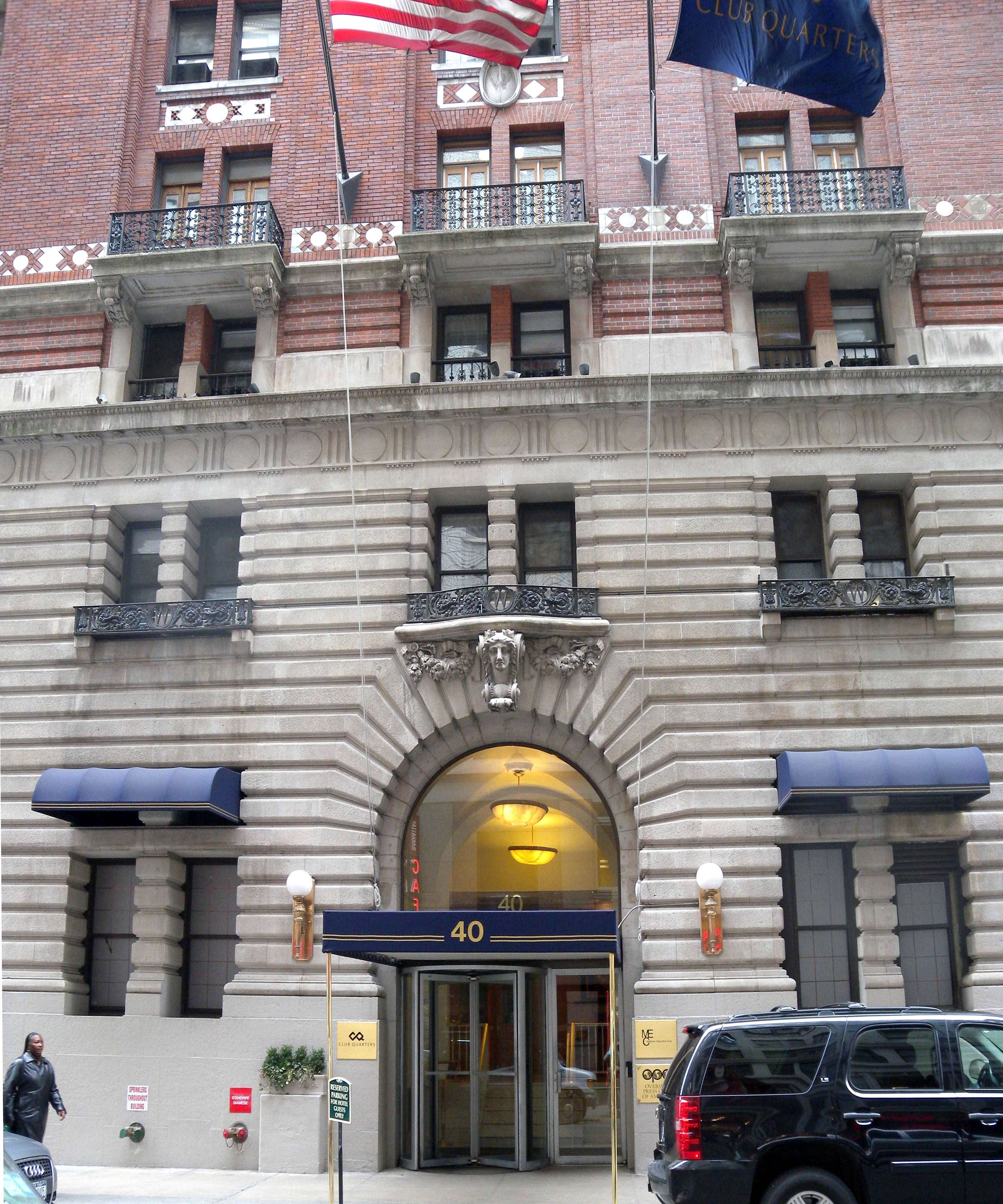
Overseas Press Club di New York

La 1ª edizione del Nebula Award Weekend per l'assegnazione dei premi Nebula si è tenuta l'11 marzo 1966 in due eventi differenti organizzati dalla Science Fiction and Fantasy Writers of America (SFWA), rispettivamente sulla East Coast, presso l'Overseas Press Club di New York e sulla West Coast, presso il McHenry’s Tail O’ the Cock di Beverly Hills in California, l'organizzazione di due eventi distinti venne pensata per far fronte all'impossibilità da parte di alcuni autori di spostarsi per grosse distanze.

## Storia
Sin dalla sua costituzione i premi Nebula sono rimasti pressoché invariati; la categorizzazione originale prevedeva il miglior romanzo, miglior romanzo breve, miglior racconto e miglior racconto breve.
Al tempo non erano ancora state istituite regole vincolanti sulla nomination per le opere, ne tantomeno vi era una struttura organizzata come oggi, infatti se ad oggi nelle categorie vi è un numero limitato di possibili candidati (6 per categoria), nella prima edizione per il miglior romanzo avrebbe visto ben dodici candidati.
Il verdetto finale vedrà vincere Frank Herbert con il suo romanzo Dune, che si aggiudicherà anche il premio Hugo lo stesso anno. 
Dune originariamente fu pubblicato in due parti tra il 1963 e il 1965 sulla rivista Analog (ex Astounding Magazine), rispettivamente con i titoli di Dune World e The Prophet of Dune, e successivamente apparso per la prima volta in volume nello stesso anno 1965 col suo titolo definitivo, la versione votata dalla giuria sarà proprio quest'ultima, prodotta dalla Chilton Books.
Per la categoria romanzi brevi invece si imporranno ad ex aequo Peste suina di Brian W. Aldiss, noto in Italia anche con il titolo di L'albero della vita, e He Who Shapes di Roger Zelazny su un totale di otto candidature. Zelazny inoltre otterrà il "premio Nebula per il miglior racconto" lo stesso anno con Le porte del suo viso, i fuochi della sua bocca, imponendosi sui diciotto candidati.
L'opera di Aldiss sarà un tributo al famoso padre della fantascienza H. G. Wells, e la storia lo vedrà anche comparire in un cameo, inoltre l'uscita del romanzo celebrerà il centenario della nascita dello scrittore inglese.
He Who Shapes verrà ripubblicato l'anno successivo in una versione ampliata dal titolo Il Signore dei sogni (originariamente presentato con il titolo di The Ides of Octember)
Particolare successo tra gli elettori avrà invece Le porte del suo viso, i fuochi della sua bocca, nell'introduzione al racconto nell'antologia Nebula Award Stories 1965, l'editore Damon Knight sottolinea come la storia non solo ha ricevuto più voti degli altri candidati nella sua categoria, ma che ha ricevuto più voti di tutti gli altri racconti messi insieme.. L'opera sarà anche tra i candidati per il premio Hugo per il miglior racconto breve.
«Pentiti Arlecchino!» disse l'uomo del tic-tac di Harlan Ellison per la categoria miglior racconto breve si è aggiudicato il relativo premio su 31 nomination. Apparso per la prima volta nella rivista di fantascienza Galaxy nel dicembre del 1965, scritto nello stesso anno in una singola sessione di sei ore e presentata alla Milford Writer's Workshop il giorno seguente, l'opera vinse il premio Hugo del 1966 e il Prometheus Hall of Fame Award 2015.

## Categorie
Le categorie ammesse per l'edizione 1966 sono state:
- Miglior romanzo (Best Novel): opere di lunghezza superiore alle 40.000 parole
- Miglior romanzo breve (Best Novella): opere di lunghezza tra le 17.500 e le 40.000 parole
- Miglior racconto (Best Novellette): opere di lunghezza tra le 7.500 e 17.500 parole
- Miglior racconto breve (Best Short Story): opere di lunghezza inferiore alle 7.500 parole

## Regolamemto
La classifica avviene tramite votazione di una giuria di esperti nel settore per opere pubblicate l'anno precedente l'edizione. Pur non avendo collegamenti con essi il premio Nebula viene influenzato dal premio Locus e a sua volta influenza sin dalla sua prima edizione la giuria del premio Hugo dando indicazioni circa le opere maggiormente meritorie da premiare. le opere ammesse al ballottaggio per le nomination sono frutto di segnalazioni dei membri della SFWA nel corso di un intero anno, senza limite per il numero di opere raccomandabili, e raggiunto un numero di raccomandazioni sufficiente (10) vengono sottoposte a una votazione preliminare.

## Vincitori e candidati
Vengono di seguito indicati in grassetto i vincitori.

Dove ricorrente e disponibile, viene indicato il titolo in lingua italiana e quello in lingua originale tra parentesi.

### Miglior romanzo
- Frank Herbert - Dune
  - Clifford D. Simak - Il villaggio dei fiori purpurei[N 1]
  - Theodore L. Thomas & Kate Wilhelm - Dalle fogne di Chicago[N 2]
  - Philip K. Dick - Cronache del dopobomba[N 3]
  - Philip K. Dick - Le tre stimmate di Palmer Eldritch[N 4]
  - James White - Partenza da zero[N 5]
  - Thomas M. Disch - Gomorra e dintorni[N 6]
  - William S. Burroughs - Nova Express[N 7]
  - Keith Laumer - Agente 064: operazione demoni[N 8]
  - Avram Davidson - Rogue Dragon [N 9]
  - G. C. Edmondson - The Ship That Sailed the Time Stream[N 10]
  - Poul Anderson - La volpe delle stelle[N 11]

### Miglior romanzo breve
- Brian W. Aldiss - Peste suina ex aequo Roger Zelazny - He Who Shapes

- - Avram Davidson - Dragon Rogue[49]
  - Samuel R. Delany - La ballata di Beta-2[N 12]
  - C. C. MacApp - The Mercurymen[54]
  - Frederik Pohl - Sotto due lune [N 13]
  - A. E. van Vogt e James H. Schmitz - Ricerche Alpha [N 14]
  - Cordwainer Smith - Il pianeta delle tempeste[N 15]

### Miglior racconto
- 1965: Le porte del suo viso, i fuochi della sua bocca (The Doors of His Face, The Lamps of His Mouth) di Roger Zelazny
  - James Blish e Norman L. Knight - The Shipwrecked Hotel
  - Jonathan Brand - La favola del vecchio e degli astronauti (Vanishing Point)
  - Thomas M. Disch - 102 bombe H (102 H-Bombs)
  - R. C. Fitzpatrick - Half a Loaf
  - Joseph Green - I decisionatori (The Decision Makers)
  - Norman Kagan - At the Institute
  - Norman Kagan - The Earth Merchants
  - Norman Kagan - Laugh Along with Franz
  - Michael Karageorge - The Life of Your Time
  - Fritz Leiber - Quattro spettri in Amleto (Four Ghosts In Hamlet)
  - E. Clayton McCarty - Il canto del terrore (Small One)
  - Mack Reynolds - L'ultima avventura di S.H. (The Adventure of the Extraterrestrial)
  - Fred Saberhagen - La maschera del vortice rosso (Masque of the Red Shift)
  - James H. Schmitz - La notte del goblin (Goblin Night)
  - James H. Schmitz - L'arma dell'oblio (Planet of Forgetting)
  - J. W. Schutz - Maiden Voyage
  - Robert Sheckley - Mun Mun
  - William Tenn - La rivolta dei maschilisti

### Miglior racconto breve
- Harlan Ellison - «Pentiti Arlecchino!» disse l'uomo del tic-tac ("Repent, Harlequin!" Said the Ticktockman)
  - Isaac Asimov - Occhi non soltanto per vedere [N 16]
  - Isaac Asimov - I fondatori[N 17]
  - James G. Ballard - Souvenir
  - Donald Barthelme - Game
  - Jane Beauclerk - Lord Moon
  - Lin Carter - Intervista in due tempi
  - John Christopher - A Few Kindred Spirits
  - Avram Davidson - The House the Blakeneys Built
  - Gordon R. Dickson - Coi computer non si discute
  - Thomas M. Disch - Vieni a Venere, malinconia
  - James A. Durham - Of One Mind
  - H. L. Gold - Pietà per le macchine
  - Ron Goulart - Il Dottor Clockwork
  - Alex Kirs - Better Than Ever
  - R. A. Lafferty - Nel nostro isolato
  - R. A. Lafferty - La lenta notte di martedì
  - Fritz Leiber - Ciclopi
  - Fritz Leiber - I nuovi tempi felici
  - Larry McCombs e Ted White - The Peacock King
  - Scott Nichols - Though a Sparrow Fall
  - Larry Niven - Becalmed in Hell
  - Larry Niven - Wrong-Way Street
  - Richard Olin - The Mischief Maker
  - Edgar Pangborn - A Better Mousehole
  - Mack Reynolds - A Leader for Yesteryear
  - Robert Rohrer - Keep Them Happy
  - James H. Schmitz - Ecologia bilanciata
  - Clifford D. Simak - Oltre il fiume
  - Richard Wilson - The Eight Billion
  - Roger Zelazny - Devil Car

### Annotazioni
1. ↑  Pubblicato nel 1965[17] l'opera ha ricevuto una critica positiva, in una recensione del libro Science Fiction and Fantasy Book Review viene sottolineato il grande punto di forza di Simak nella creazione di non-umani comprensivi che tentano pazientemente di comunicare con l'umanità diffidente. La rivista ha anche affermato che il lavoro di Simak rispecchiava accuratamente le preoccupazioni degli anni '60.[18]
Nel 2009 i recensori di The Dome, libro di Stephen King hanno sottolineato come il romanzo di Clifford D. Simak fosse fonte d'ispirazione dell'autore per la misteriosa cupola trasparente.[19]
2. ↑  Pubblicato per la prima volta nel 1959 solo da Theodore L. Thomas sul digest Fantastic compagno della rivista Amazing Stories e successivamente ampliato nel 1965 con la collaborazione di Kate Wilhelm,[20][21] al suo primo racconto fantascientifico Dalle fogne di Chicago viene considerato uno dei rari libri sf a usare i cloni in senso strettamente biologico, attraverso la descrizione di un formidabile e vorace blob sempre crescente (Grey goo), offendo una dimostrazione competente della sua capacità da autrice di far fronte ai contenuti di questo genere[22]
3. ↑  Terminato verso la fine del 1963 con i titoli In Earth's Diurnal Course e A Terran Odyssey, fu pubblicato solo due anni più tardi con un titolo che riprendeva chiaramente il capolavoro kubrickiano Dr. Strangelove or: How I Learned to Stop Worrying and Love the Bomb (Il dottor Stranamore, ovvero: come imparai a non preoccuparmi e ad amare la bomba) del 1964 su consiglio dell'editore di Ace Books Donald A. Wollheim.[23][24][25]
4. ↑  pubblicato per la prima volta nel 1965. Il romanzo riprende degli elementi di un precedente racconto di Dick, I giorni di Perky Pat (The Days of Perky Pat), pubblicato nel dicembre 1963 sulla rivista Amazing Stories,[26][27] tuttavia, il romanzo non è una continuazione. All'inizio del terzo capitolo viene fatto riferimento a "... the Printers, the Biltong life forms..." tratto dal racconto "Pay for the Printer", pubblicato nel 1956, altri temi ricorrenti sono la premonizione come una vocazione accettata figura pesantemente nella trama del racconto di Dick "rapporto di minoranza" (pubblicato per la prima volta nel 1956) e nel suo romanzo Nostri amici da Frolix 8 (Our Friends from Frolix 8).[28]
5. ↑  Pubblicato per la prima volta in tre parti da febbraio ad aprile del 1964 in Irlanda del Nord con il titolo di Open Prison sulla rivista New Worlds[29] e successivamente riproposto nel 1965 dalla Ace Books con il titolo di The Escape Orbit[30][31][32].
6. ↑  Pubblicato per la prima volta nel dicembre del 1965,[33] nonostante Disch non reclamò ispirazione diretta per il romanzo, in un'intervista dichiarò che stava leggendo Anna Karenina e fu ispirato dalla scrittura di Tolstoi.[34]
7. ↑  Pubblicato per la prima volta nel novembre del 1964,[35] nel romanzo viene usata la tecnica del cut-up, che unisce frammenti o testi differenti all'interno del romanzo: tra questi è presente, tra gli altri, La terra desolata di T. S. Eliot. È il terzo libro della Trilogia Nova composta da La macchina morbida (1961), Il biglietto che esplose (1962) (ultimo capitolo della trilogia) e Nova Express. Pasto nudo è considerato l'antefatto di questi libri.[36]
8. ↑  Pubblicato in due parti nel novembre e nel dicembre del 1964 all'interno della rivista If con il titolo di The Hounds of Hell[37][38][39] e successivamente ampliato e pubblicato nel maggio del 1965 con il titolo di A Plague of Demons[40]
9. ↑  Pubblicato per la prima volta nel 1965 dalla Ace Books[41] e sempre nel luglio dello stesso anno con lo stesso titolo sul The Magazine of Fantasy and Science Fiction, (cover di Jack Vaughn # TBT per il numero di F & SF del luglio 1965) occupando quasi metà del numero (58 su 128 pagine) ed è una storia d'avventura piena di imperi galattici, draghi e poeti nomadi, ottenendo incredibilmente le nomination per il miglior romanzo e il miglior romanzo breve.[42]
10. ↑  Pubblicato per la prima nel 1965 dalla Ace Books[43][44] si tratta del primo romanzo dell'autore e uno dei suoi più grandi successi, assieme al sequel del 1974 To Sail the Century Sea[45]
11. ↑  Pubblicato per la prima volta in tre parti sulla rivista The Magazine of Fantasy and Science Fiction rispettivamente con i titoli di Marque and Reprisal (febbraio, 1965), Arsenal Port (aprile, 1965), e Admiralty (giugno, 1965), viene successivamente sistemata e riproposta dalla casa editrice Doubleday nello stesso anno.[46][47] Nel romanzo viene presentato per la prima volta il personaggio Gunnar Heim che verrà riproposto nel 1974 su un'altra opera di Anderson, Fire Time[48]
12. ↑  Pubblicato inizialmente in un'edizione doppia con il romanzo Alpha Yes, Terra No! di Emil Petaja, dalla Ace Books,[50] fu ripubblicato nel 1971 in edizione singola.[51][52] Un'edizione rivista è stata pubblicata nel 1977 dalla Gregg Press, con introduzione di Marilyn Hacker.[52][53]
13. ↑  Pubblicato per la prima volta sulla rivista If nel settembre del 1965[55][56] il racconto combina una parodia delle storie di John Carter di Edgar Rice Burroughs, con un cast di eroi come agente segreto nello spazio di James Bond.[57]
14. ↑  Pubblicato per la prima volta nel luglio del 1965 sulla rivista Galaxy Science Fiction (Vol 15, No 7 — Issue #92)[58][59][60] il romanzo è composto da 21.700 parole[61]
15. ↑  Pubblicato Per la prima volta nel febbraio del 1965 sulla rivista Galaxy Science Fiction (Vol. 23, No. 3.)[62][63][64] l'opera fa parte della serie Casher O'Neill[65] iniziata nel ottobre del 1963 con il romanzo Sul pianeta delle pietre preziose[66] e conclusasi nel dicembre del 1965 con il romanzo Sabbia, tempeste e pietre preziose[67][68][69]
16. ↑  Racconto pubblicato per la prima volta nel 1965 nel numero di aprile della rivista Magazine of Fantasy and Science Fiction.
Successivamente è stato incluso nell'antologia Antologia personale (Nightfall and Other Stories) del 1969.
È stato pubblicato varie volte in italiano a partire dal 1971[70], anche con i titoli Risveglio, Più che vedere e Gli occhi non vedono soltanto.Il racconto nacque nel 1964 su commissione della rivista Playboy. Un certo numero di scrittori fu contattato per creare un racconto basato su una foto raffigurante una testa di argilla grezza, senza orecchie. Le storie che vennero selezionate furono Playback di Arthur C. Clarke, Le ore dell'amore (Lovemaking) di Frederik Pohl e Divertitevi con la vostra nuova testa (Cephalatron, in seguito intitolato Fun with Your New Head) di Thomas Disch, che furono pubblicate nel numero di dicembre 1966. Playboy rifiutò il racconto di Asimov, quindi egli lo propose alla rivista Magazine of Fantasy and Science Fiction, che lo pubblicò nel numero di aprile del 1965.[71].
17. ↑  Racconto pubblicato per la prima volta nel 1965 nel numero di ottobre della rivista Galaxy Science Fiction.
Successivamente è stato incluso nell'antologia Testi e note (Buy Jupiter and Other Stories) del 1975.
È stato pubblicato varie volte in italiano a partire dal 1966[72].
Il racconto nacque su commissione di Frederik Pohl, curatore di Galaxy Science Fiction, che richiese un racconto breve ispirato dal disegno di copertina raffigurante il volto di un astronauta all'interno di un casco spaziale, sullo sfondo di molte croci[73].